# Daniel Fonseca (Uberlândia)
Daniel Fonseca é um bairro da Zona Central de Uberlândia, e está localizado à 3 km do centro da cidade.
- É formado pelos loteamentos Daniel Fonseca (parte), João de Sousa (parte), Chaves e Rezende Junqueira (parte). [1]
- O bairro é bastante extenso, e por isso faz divisa com mais 3 zonas de Uberlândia, sendo eles: bairro Jardim Brasília, na zona Norte; Jaraguá, na zona Oeste e Tubalina, na zona Sul, além dos bairros Osvaldo Rezende e Tabajaras, ambos também na zona Central.

## O bairro
- O bairro Daniel Fonseca abriga boa parte do Parque Linear Rio Uberabinha, onde tem pista de caminhada, ciclovia, áreas verdes e academia ao ar livre.[2][3]
- Suas principais vias são as avenidas Brigadeiro Sampaio, Fernando Vilela, Geraldo Motta Batista (Beira Rio), Marcos de Freitas Costa (antiga Goiânia), Getúlio Vargas e Rua Indianópolis, além da nova ponte que está sendo construída sobre o Rio Uberabinha, na Avenida dos Mognos (Jaraguá), interligando Zona Oeste e Zona Central, passando pela rua Bernardo Cupertino (Daniel Fonseca), para acessar a avenida Marcos de Freitas Costa e posteriormente outros bairros do centro.[4][5]
- Tem a Praça Cataguazes, a única do bairro, que fica na Brigadeiro Sampaio com a Rua Monlevade.[6]
- Sua principal área comercial é na Avenida Brigadeiro Sampaio, além da Marcos de Freitas Costa e Getúlio Vargas.